# Bernard Knitter
Bernard Knitter (ur. 28 lutego 1938 w Osieku) – polski zapaśnik, trener, olimpijczyk z Rzymu 1960 i Tokio 1964
Specjalista stylu klasycznego. Walczył w kategorii koguciej i piórkowej. Był mistrzem Polski w wadze koguciej w latach 1959-1961, a w wadze piórkowej w latach 1963, 1965. W roku 1957 wywalczył tytuł mistrza Polski w stylu wolnym w wadze koguciej.
Uczestnik mistrzostw świata w roku: 1961 podczas których zajął 5. miejsce, 1965 - zdobył brązowy medal, 1966, gdzie zajął 4. miejsce.
Dwukrotny uczestnik igrzysk olimpijskich w 1960 roku zajął 8. miejsce w wadze koguciej, a roku 1964 w tej samej kategorii wagowej - 11. miejsce
Był zawodnikiem Spójni Gdańsk, Siły Mysłowice, Górnika Wesoła i Zagłębia Wałbrzych.
Po zakończeniu kariery sportowej podjął pracę trenera. Jego wychowankiem był olimpijczyk Tadeusz Godyń.